# Oihan Sancet
Oihan Sancet Tirapu (Pamplona, 25 aprile 2000) è un calciatore spagnolo, centrocampista dell'Athletic Bilbao e della nazionale spagnola.

## Caratteristiche tecniche
Giocatore longilineo e dotato di buona tecnica e fisicità, è un centrocampista di piede destro che agisce principalmente da trequartista.

## Carriera

### Club
Nato a Pamplona, in Navarra, Sancet si è unito alla formazione giovanile dell'Athletic Bilbao dall'Osasuna nel 2015. Il 18 giugno 2018 è stato convocato per il ritiro pre-campionato con la prima squadra dal manager Eduardo Berizzo.
Sancet ha fatto il suo debutto con la squadra riserve del Bilbao Athletic il 25 agosto 2018. All'inizio di settembre ha rimediato un infortunio al ginocchio, tornando disponibile solo nel marzo successivo.
Per la stagione 2019-2020, Sancet è stato inserito in prima squadra dall'allenatore Gaizka Garitano. Esordisce in Liga il 16 agosto 2019, sostituendo Óscar de Marcos nel secondo tempo nella vittoria per 1-0 in casa contro il Barcellona.
Il 3 gennaio 2022, Sancet ha segnato una tripletta che ha permesso alla sua squadra di vincere per 3-1 in casa dell'Osasuna. È stata la prima tripletta in campionato segnata da un giocatore dell'Athletic dai tempi di Aritz Aduriz nel 2016.
Il 3 febbraio 2023 mette a segno un'altra tripletta nella vittoria casalinga per 4-1 sul Cádiz CF.

### Nazionale
Il 6 ottobre 2023 viene convocato per la prima volta dalla nazionale maggiore, con cui esordisce 6 giorni dopo nel successo per 2-0 contro la Scozia, siglando il gol del 2-0 finale per le Furie rosse.

## Statistiche

### Presenze e reti nei club
Statistiche aggiornate al 23 aprile 2025.
| Stagione               | Squadra                | Campionato             | Campionato | Campionato | Coppe nazionali | Coppe nazionali | Coppe nazionali | Coppe continentali | Coppe continentali | Coppe continentali | Altre coppe | Altre coppe | Altre coppe | Totale | Totale | Totale |
| Stagione               | Squadra                | Comp                   | Pres       | Reti       | Comp            | Pres            | Reti            | Comp               | Pres               | Reti               | Comp        | Pres        | Reti        | Pres   | Reti   |        |
| ---------------------- | ---------------------- | ---------------------- | ---------- | ---------- | --------------- | --------------- | --------------- | ------------------ | ------------------ | ------------------ | ----------- | ----------- | ----------- | ------ | ------ | ------ |
| 2018-2019              | Bilbao Athletic        | SDB                    | 10         | 1          | -               | -               | -               | -                  | -                  | -                  | -           | -           | -           | 10     | 1      |        |
| 2019-2020              | Bilbao Athletic        | SDB                    | 14+1       | 6          | -               | -               | -               | -                  | -                  | -                  | -           | -           | -           | 15     | 6      |        |
| Totale Bilbao Athletic | Totale Bilbao Athletic | Totale Bilbao Athletic | 24+1       | 7          |                 | -               | -               |                    | -                  | -                  |             | -           | -           | 25     | 7      |        |
| 2019-2020              | Athletic Bilbao        | PD                     | 17         | 1          | CR              | 2               | 0               | -                  | -                  | -                  | -           | -           | -           | 19     | 1      |        |
| 2020-2021              | Athletic Bilbao        | PD                     | 24         | 2          | CR              | 2               | 0               | -                  | -                  | -                  | SS          | 0           | 0           | 26     | 2      |        |
| 2021-2022              | Athletic Bilbao        | PD                     | 27         | 6          | CR              | 4               | 0               | -                  | -                  | -                  | SS          | 2           | 0           | 33     | 6      |        |
| 2022-2023              | Athletic Bilbao        | PD                     | 36         | 10         | CR              | 5               | 0               | -                  | -                  | -                  | -           | -           | -           | 41     | 10     |        |
| 2023-2024              | Athletic Bilbao        | PD                     | 30         | 4          | CR              | 8               | 2               | -                  | -                  | -                  | -           | -           | -           | 38     | 6      |        |
| 2024-2025              | Athletic Bilbao        | PD                     | 25         | 15         | CR              | 0               | 0               | UEL                | 7                  | 2                  | SS          | 0           | 0           | 32     | 17     |        |
| Totale Athletic Bilbao | Totale Athletic Bilbao | Totale Athletic Bilbao | 159        | 38         |                 | 21              | 2               |                    | 7                  | 2                  |             | 2           | 0           | 189    | 42     |        |
| Totale carriera        | Totale carriera        | Totale carriera        | 184        | 45         |                 | 21              | 2               |                    | 7                  | 2                  |             | 2           | 0           | 214    | 49     |        |

### Cronologia presenze e reti in nazionale
| Cronologia completa delle presenze e delle reti in nazionale ― Spagna | Cronologia completa delle presenze e delle reti in nazionale ― Spagna | Cronologia completa delle presenze e delle reti in nazionale ― Spagna | Cronologia completa delle presenze e delle reti in nazionale ― Spagna | Cronologia completa delle presenze e delle reti in nazionale ― Spagna | Cronologia completa delle presenze e delle reti in nazionale ― Spagna | Cronologia completa delle presenze e delle reti in nazionale ― Spagna | Cronologia completa delle presenze e delle reti in nazionale ― Spagna |
| Data                                                                  | Città                                                                 | In casa                                                               | Risultato                                                             | Ospiti                                                                | Competizione                                                          | Reti                                                                  | Note                                                                  |
| --------------------------------------------------------------------- | --------------------------------------------------------------------- | --------------------------------------------------------------------- | --------------------------------------------------------------------- | --------------------------------------------------------------------- | --------------------------------------------------------------------- | --------------------------------------------------------------------- | --------------------------------------------------------------------- |
| 12-10-2023                                                            | Siviglia                                                              | Spagna                                                                | 2 – 0                                                                 | Scozia                                                                | Qual. Euro 2024                                                       | 1                                                                     | 67’                                                                   |
| 15-10-2023                                                            | Oslo                                                                  | Norvegia                                                              | 0 – 1                                                                 | Spagna                                                                | Qual. Euro 2024                                                       | -                                                                     | 79’                                                                   |
| 19-11-2023                                                            | Valladolid                                                            | Spagna                                                                | 3 – 1                                                                 | Georgia                                                               | Qual. Euro 2024                                                       | -                                                                     | 26’                                                                   |
| 26-3-2024                                                             | Madrid                                                                | Spagna                                                                | 3 – 3                                                                 | Brasile                                                               | Amichevole                                                            | -                                                                     | 89’                                                                   |
| Totale                                                                |                                                                       | Presenze                                                              | 4                                                                     |                                                                       | Reti                                                                  | 1                                                                     |                                                                       |

## Palmarès

### Club
- Supercoppa di Spagna: 1

Athletic Bilbao: 2021
- Coppa di Spagna: 1

Athletic Bilbao: 2023-2024

### Nazionale
- Giochi del Mediterraneo: 1

 Tarragona 2018